# Cephalotes goeldii
Cephalotes goeldii é uma espécie de inseto do gênero Cephalotes, pertencente à família Formicidae.